# ROMP

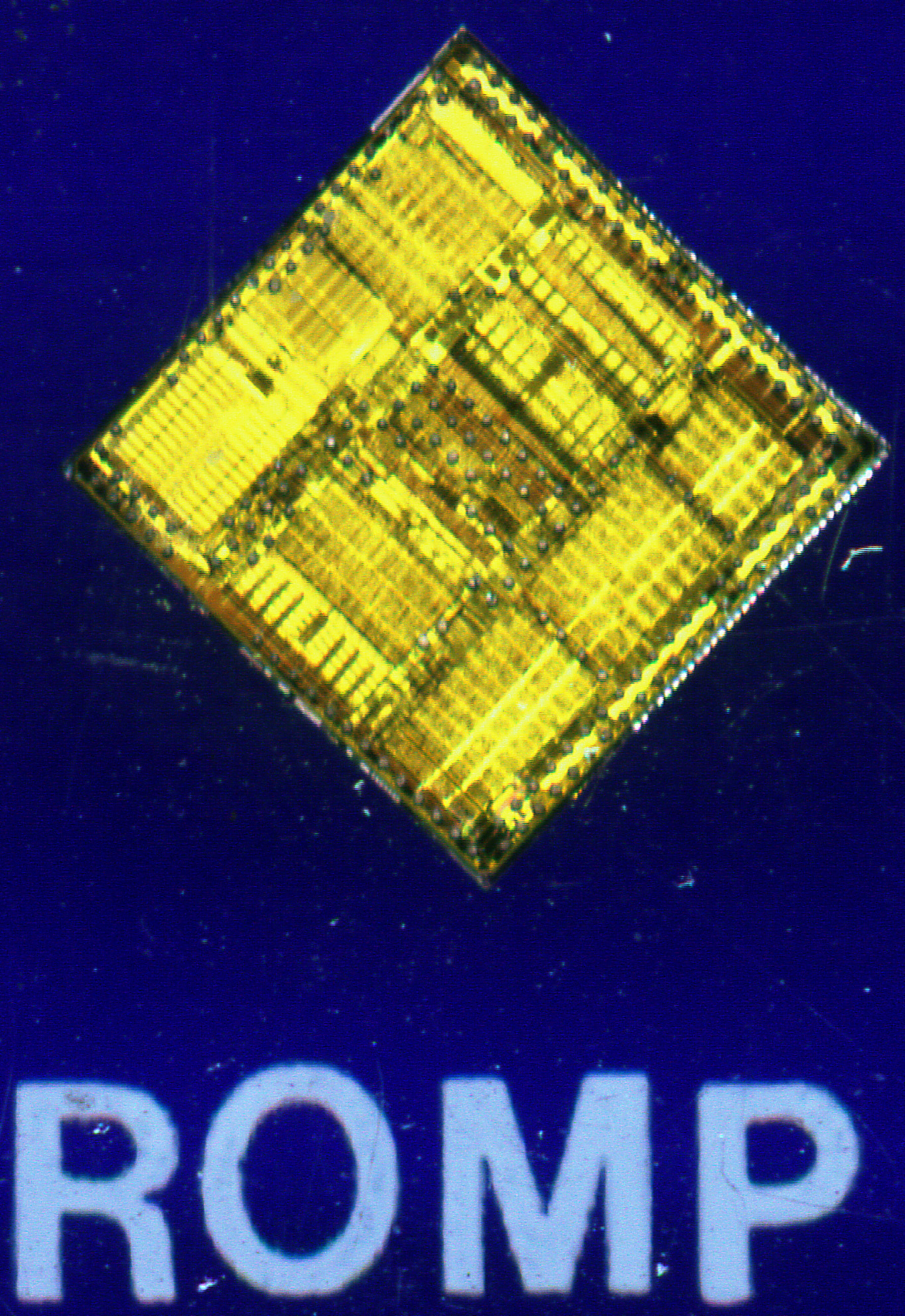
A ROMP processzor lapkája

A ROMP avagy Research (Office Products Division) Micro Processor az IBM által az 1980-as évek elején tervezett és gyártott 32 bites 10 MHz-es órajelű RISC mikroprocesszor. A processzor 2 µm-es folyamattal készült és 45 000 tranzisztort tartalmaz. A ROMP processzort az IBM RT 6150 és IBM 6151 munkaállomásokban alkalmazták.

## Története
A ROMP processzor, amelyet bizonyos körökben 032-ként is ismernek, 1981-ben készült el szilícium csip formájában, és eredetileg irodai alkalmazásokba szánták. Ez lett volna az 1970-es évek közepén készült "OPD Mini Processor" utódja – ez a processzor olyan szövegszerkesztő rendszerekben volt használatos, mint pl. az IBM Office System/6. A ROMP végül az 1986-ban megjelent IBM RT/PC vonalban került felhasználásra, és később egy IBM-gyártmányú lézernyomtatóban. Egy darabig az IBM RT/PC számítógépcsaládot személyi számítógépként szándékoztak forgalmazni, amelyekben a ROMP processzor váltotta volna fel az Intel 8088-as processzort. Azonban a szoftvertámogatás sokkal inkább a műszaki munkaállomások irányát célozta meg.
A ROMP eredetileg 24 bites RISC architektúráját az IBM tervezte, de az utasításkészletet a tervezés évei során 32 bitesre változtatták. A lapkák – a processzor és a memóriakezelő egység – egyedi tervezésű VLSI áramkörök, az IBM 2 µm-es NMOS technológiájával készültek. Mindkét komponens 36 mm-es kerámia hordozóra került, PGA tokozásban gyártották. A ROMP processzor 7,65 × 7,65 mm felületű lapkán 45 000 tranzisztort, a MMU egy 9,0 × 9,0 mm-es csipen 62 000 aktív egységet tartalmaz.
A processzornak 16 db. 32 bites általános célú regisztere van, és 32 bites címeket használ a címzéshez és az adatútvonalakban. A processzor utasításai nem egyforma hosszúak: az utasítások egy része 16 bit, más részük 32 bit hosszú; utasításkészlete összesen 118 egyszerű utasítást tartalmaz (utódja, az IBM RS/6000, már 184 utasítást). A felépítése lehetővé tette, hogy a processzor a legtöbb utasítást, különösen a regiszter-regiszter operandusú utasításokat, 1 órajelciklus alatt hajtsa végre, azonban az utasítások átlagos végrehajtási ideje 3 óraciklus volt. A processzorhoz egy IBM által fejlesztett memóriavezérlő csatlakozhatott, amely elvégezte a virtuális memóriacím-fordítási funkciókat és lehetővé tette a virtuális memóriakezelést. Amíg a fizikai címek 32 bitesek, a virtuális cím 40 bites, ami 240 bájt, azaz 1 terabájt v. tebibájt méretű memória címzését teszi lehetővé. A processzor teljesítménye 1982-ben 2,5 MIPS (más forrás szerint 1,7 és 2,1 MIPS között) volt, ami gyorsabb, mint egy korabeli DEC VAX minigép és kb. megegyezik a csak 1986-ban megjelent Intel 386-os processzor teljesítményével.
A tervezési munkálatokat 1977 tavaszán kezdték meg, a T.J. Watson Kutatóközpont 801 processzorából kiindulva, annak egy mellékágaként; innen származik a névben a "Research" (kutatás) szó. Több felépítésbeli változtatást tettek a költségek csökkentése érdekében, így pl. ezért vezették be a 16 bites utasításokat is, a kódsűrűség növelése miatt, mivel ez akkoriban fontos szempont volt, és a beágyazott rendszerek körében még ma is az; az eredetileg 32 bites ARM, MIPS és Power architektúrákban is bevezették a 16 bites utasításokat. Ugyancsak a költségcsökkentő intézkedéseknek köszönhető, hogy a processzornak csak 16 regisztere van (szemben a 801-esben lévő 32-vel), hiányzik belőle a belső gyorsítótár és a Harvard-architektúrának megfelelő felépítés, és a lebegőpontos utasítások, bár ezt az is magyarázhatja, hogy eredetileg szövegszerkesztők processzorának szánták, amelyben nincs szükség lebegőpontos számításokra. A processzorhoz külső lebegőpontos koprocesszort lehetett csatlakoztatni, eleinte a National Semiconductor NS32081 FPU-t, később megoldották a Motorola 68881 vagy 68882 csatlakoztatását is. A processzort és a kapcsolódó memóriakezelő egységet két integrált áramkörrel valósították meg.
Az első lapkák 1981-ben készültek el. Tehát a ROMP valószínűleg az első, kereskedelmi forgalomba került RISC processzortípus, feltéve, hogy valódi RISC-felépítésűnek tekintjük-e vagy sem, és hogy kereskedelmi terméknek számított-e 1981-ben, mivel egészen 1986-ig nem szállítottak belőle. Ezt a késést a RT/PC számára készülő szoftverkészlet és operációs rendszer túlzottan nagyratörő célkitűzései okozták. Az operációs rendszer virtualizált hardvert kezelt és több operációs rendszer használatát is megengedte (más rendszereket is hostolhatott), habár a legalsó virtuális operációs rendszer szintjére csak egy UNIX rendszert portoltak. Ezt a technológiát hívják részleges virtualizációnak, amelyet széles körben használnak a nagyszámítógépek körében, de a kisebb rendszerekben csak a 21. században kezdett megjelenni. Az IBM RT/PC ennek következményeképpen lemaradt a konkurenciától, a Sun Microsystems és az Apollo Computer rendszereitől, amelyeknél a UNIX-ot közvetlenül portolták a platformokra.

## Fordítás
- Ez a szócikk részben vagy egészben  a   ROMP című angol Wikipédia-szócikk ezen változatának fordításán alapul.  Az eredeti cikk szerkesztőit annak laptörténete sorolja fel. Ez a jelzés csupán a megfogalmazás eredetét és a szerzői jogokat jelzi, nem szolgál a cikkben szereplő információk forrásmegjelöléseként.